# Andalusier (Pferd)
Andalusier sind eine aus Spanien stammende alte Pferderasse im barocken Typ. Im Stutbuch eingetragene Andalusier sind unter der verwendeten Bezeichnung Pura Raza Española bekannt. 
Nicht eingetragene, aus Spanien stammende Pferde im iberischen Typ werden oft als „Andalusier“ bezeichnet.
Im Laufe der Geschichte hat der Andalusier einen wichtigen Einfluss auf viele europäische und amerikanische Pferderassen ausgeübt, beispielsweise den Paso Peruano, den Mustang, den Altér Real und den Lusitano.
Hintergrundinformationen zur Pferdebewertung und -zucht finden sich unter: Exterieur, Interieur und Pferdezucht.

## Zum Begriff
Historisch rührt die Bezeichnung Andalusier daher, dass im Mittelalter der gesamte muslimische Teil der Pyrenäenhalbinsel, wo die Pferdezucht blühte, Al-Andalus genannt wurde. Die Herkunftsbezeichnung ist also nicht auf die heutige Region Andalusien beschränkt. Wichtige Zentren der spanischen Pferdezucht liegen tatsächlich in der südspanischen Region Andalusien.

## Exterieur
Mit einem mittelgroßen, kompakten und muskulösen Rumpf mit harmonischer Oberlinie sind die Bewegungen des Andalusiers durch Eleganz und große Sprungkraft geprägt. Der edle, trockene Kopf weist ein gerades oder subkonvexes Profil auf, der Hals ist kräftig und hoch aufgesetzt, der Rücken ist eher kurz, die Schulter schräg. Das Fundament ist trocken, manchmal etwas leicht, bei einer gut bemuskelten Hinterhand.

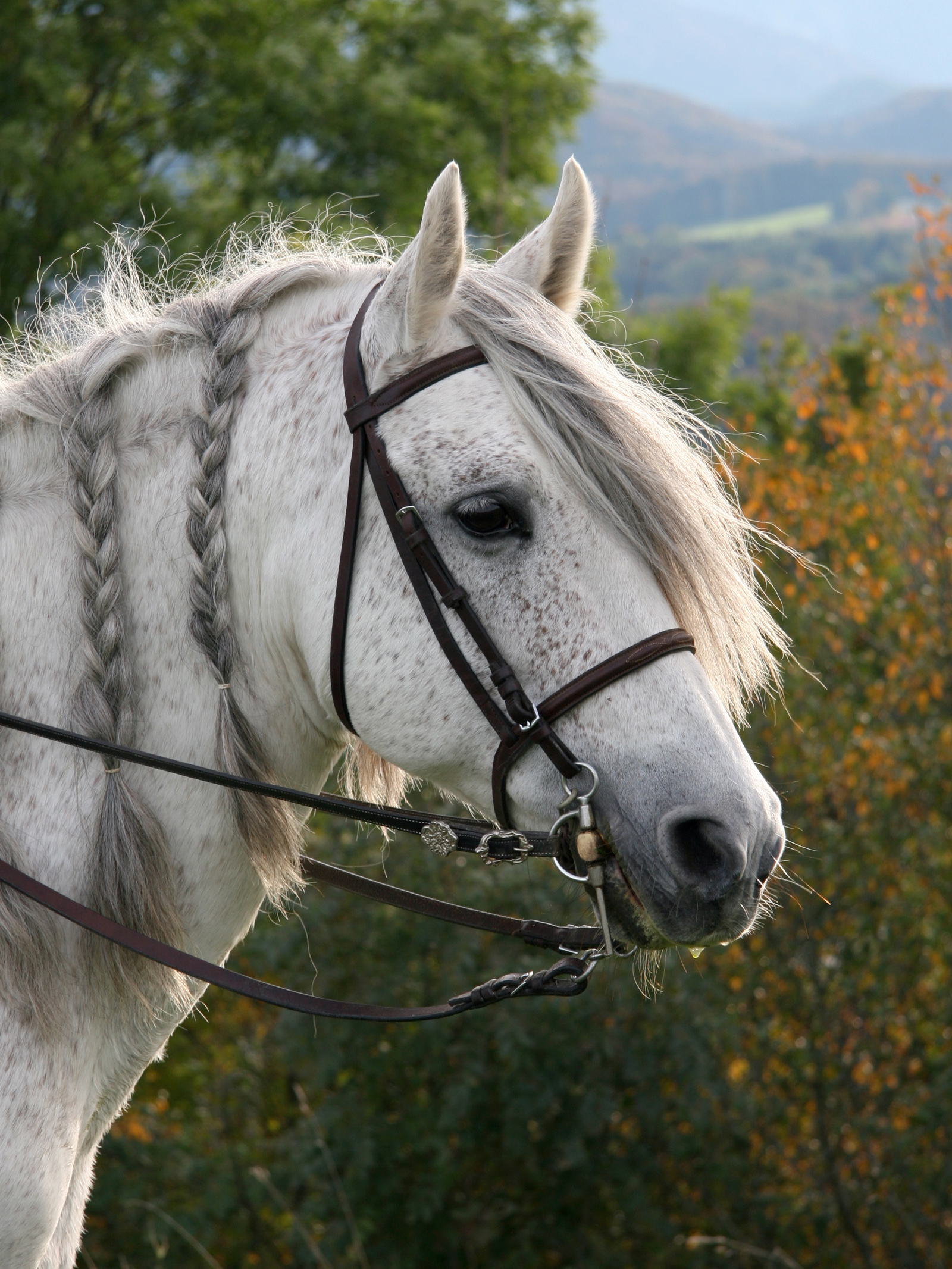
Andalusierhengst

## Interieur
Der Andalusier ist ein nobles Pferd iberischer Prägung und zeigt eine besondere Eignung zur „Hohen Schule“. Andalusier sind sehr gelehrige und sensible Tiere. Oft sind sie auch sogenannte Ein-Mann Pferde, da sie sehr personenbezogen sind und Fremden gegenüber vorsichtig reagieren können. Sie gelten als mutig, treu und klar im Kopf, da in seriösen Zuchten sehr viel Wert auf den Charakter eines Pferdes gelegt wird.

## Zuchtgeschichte
Der Andalusier stammt von der iberischen Halbinsel und hat seinen Namen von der spanischen Region Andalusien, einem seiner Zuchtgebiete. Höhlenmalereien zeigen, dass es auf der Iberischen Halbinsel bereits seit 20.000 bis 30.000 v. Chr. Pferde gibt. Der portugiesische Historiker Ruy d'Andrade stellte die Hypothese auf, dass die Sorraia Vorfahren der südiberischen Rassen, einschließlich der Andalusier, seien. Jedoch zeigten genetische Studien mit mitochondrialer DNA, dass die Sorraia Teil eines genetischen Clusters ist, der von den meisten anderen Iberische Rassen weitgehend getrennt ist. Berber haben einen Einfluss auf den Andalusier.
In Jerez de la Frontera in Andalusien begann im 15. Jahrhundert eine eigene, vom Königshaus und einflussreichen Adligen geförderte Pferdezucht der Kartäusermönche. Dies gilt als Beginn der Zuchtgeschichte der berühmten spanischen Kartäuserpferde (Cartujanos), die und als eine edle Unterrasse des Andalusiers gelten.
Die Pferdezucht ist in Spanien stark fragmentiert und wird vorwiegend durch kleine Privatzüchter betrieben, die jeweils eigene Brandzeichen verwenden. Es gibt ca. 3500 solcher Brandzeichen. 
Ab dem Jahre 1912 wurde die Zucht der iberischen Pferde in Spanien und Portugal in einem von den spanischen Streitkräften geführten gemeinsamen Zuchtbuch unter dem Namen „Pura Raza Española“ dokumentiert. Die Rasse wird bis heute mit arabischen Vollblütern und Berbern veredelt.
1967 trennten sich die Zuchten in die beiden Richtungen Puro Sangue Lusitano (in Portugal gezüchtete Pferde, kurz Lusitano genannt) und Pura Raza Española (spanische Pferde) auf. Die Verwandtschaft der Rassen ist bis heute gut erkennbar. 
An iberischen Rassen wird in Spanien neben dem meist als Schimmel vorkommende Andalusier noch der stets als Rappe auftretende Menorquiner (Pura Raza Menorquina, kurz PRM) gezüchtet, für den es seit 1989 eigene Zuchtbücher gibt. 
Die von spanischen Züchtern als Tres Sangres („Dreiblüter“) bezeichneten Pferde sind keine eigene Rasse, sondern drückt aus, dass hier drei unterschiedliche Rassen gekreuzt worden sind (meist Andalusier, Vollblutaraber und Englisches Vollblut). Als „Hispano-Araber“ werden spanische Pferde mit Vollblutaraber-Einfluss bezeichnet.